# Polyspora balansae
Polyspora balansae är en tvåhjärtbladig växtart som först beskrevs av Pitard, och fick sitt nu gällande namn av Hu Hsien-Hsu. Polyspora balansae ingår i släktet Polyspora och familjen Theaceae. Inga underarter finns listade i Catalogue of Life.